# Napoli capitale
Napoli capitale è stato un programma televisivo italiano di genere talk show, andato in onda su Rai 2 fra l'autunno del 1995 e la primavera del 1996 ogni domenica pomeriggio. La conduzione era affidata a Gianfranco Funari, alla sua ultima trasmissione condotta in Rai.

## Il programma
Era un talk show di approfondimento politico che venne trasmesso dal 17 dicembre del 1995 ai primi mesi del 1996. Il programma fu ideato da Anna La Rosa, responsabile della struttura "Società, Informazione, e Speciali" della seconda rete Rai. L'obiettivo era quello di rendere comprensibile a tutti il linguaggio della politica.
In ogni puntata intervenivano esponenti politici, personaggi della cultura, del giornalismo, dei sindacati e dell'imprenditoria. Erano previsti anche interventi telefonici dei telespettatori. 
Il programma generò immediate polemiche per il taglio con cui affrontava i vari argomenti. In particolare Francesco Storace, vicepresidente della Commissione di vigilanza parlamentare Rai, dichiarò: “Questa trasmissione ha provocato un effetto pollaio, favorisce il disgusto per la politica. Il rapporto tra tv e partiti deve servire a chiarire le idee, non a confonderle”, parlando inoltre di “gioco di dileggio di una cosa seria come la politica dovrebbe essere”. L'altro vicepresidente della Commissione di vigilanza, Mauro Paissan, affermò: “Se la politica italiana fosse quella messa in scena in tv da Gianfranco Funari, io mi cancellerei da deputato, da giornalista e da cittadino italiano. Una trasmissione umiliante per gli autorevoli politici presenti, vittime di una trappola”. Invece il direttore di Rai 2 Gabriele La Porta difese il programma, che comunque si concluse nel giro di alcuni mesi. 
Della trasmissione si parlò anche in una riunione della Commissione di vigilanza Rai nell'ambito di un dibattito sulla par condicio in vista delle imminenti elezioni politiche.
Alcuni anni dopo lo stesso Funari parlò di un presunto interessamento del presidente della Repubblica Oscar Luigi Scalfaro per la chiusura della trasmissione.